# Kurbatski
Kurbatski (del ruso: Курбацкий) es un jútor del ókrug urbano de la ciudad-balneario de Anapa del krai de Krasnodar, en el sur de Rusia. Está situado en una llanura entre las estribaciones de poniente del Cáucaso Occidental y la costa del mar Negro, 14 km al nordeste de la ciudad de Anapa y 124 km al oeste de Krasnodar. Tenía 130 habitantes en 2010.
Pertenece al municipio rural Anápskoye.

## Transporte
Al sur de la localidad pasa la carretera federal M25 Novorosíisk-Port Kavkaz.